# Assassinio allo specchio (romanzo)
Assassinio allo specchio (The Mirror Crack'd from Side to Side; negli USA con il titolo  The Mirror Crack'd) è un romanzo poliziesco della scrittrice Agatha Christie pubblicato nel 1962. Ambientato nel villaggio inglese di St. Mary Mead, vi compare la detective dilettante Miss Marple. L'autrice dedicò il libro «a Margaret Rutherford (l'attrice che aveva interpretato Miss Marple in una nota serie cinematografica), con ammirazione».
Il titolo originale del romanzo, The Mirror Crack'd from Side to Side, letteralmente Lo specchio da parte a parte si incrinò, è tratto da un verso del poema di Alfred Tennyson The Lady of Shalott, opera citata molte volte nel romanzo, che avrà un ruolo fondamentale nell'economia del romanzo.

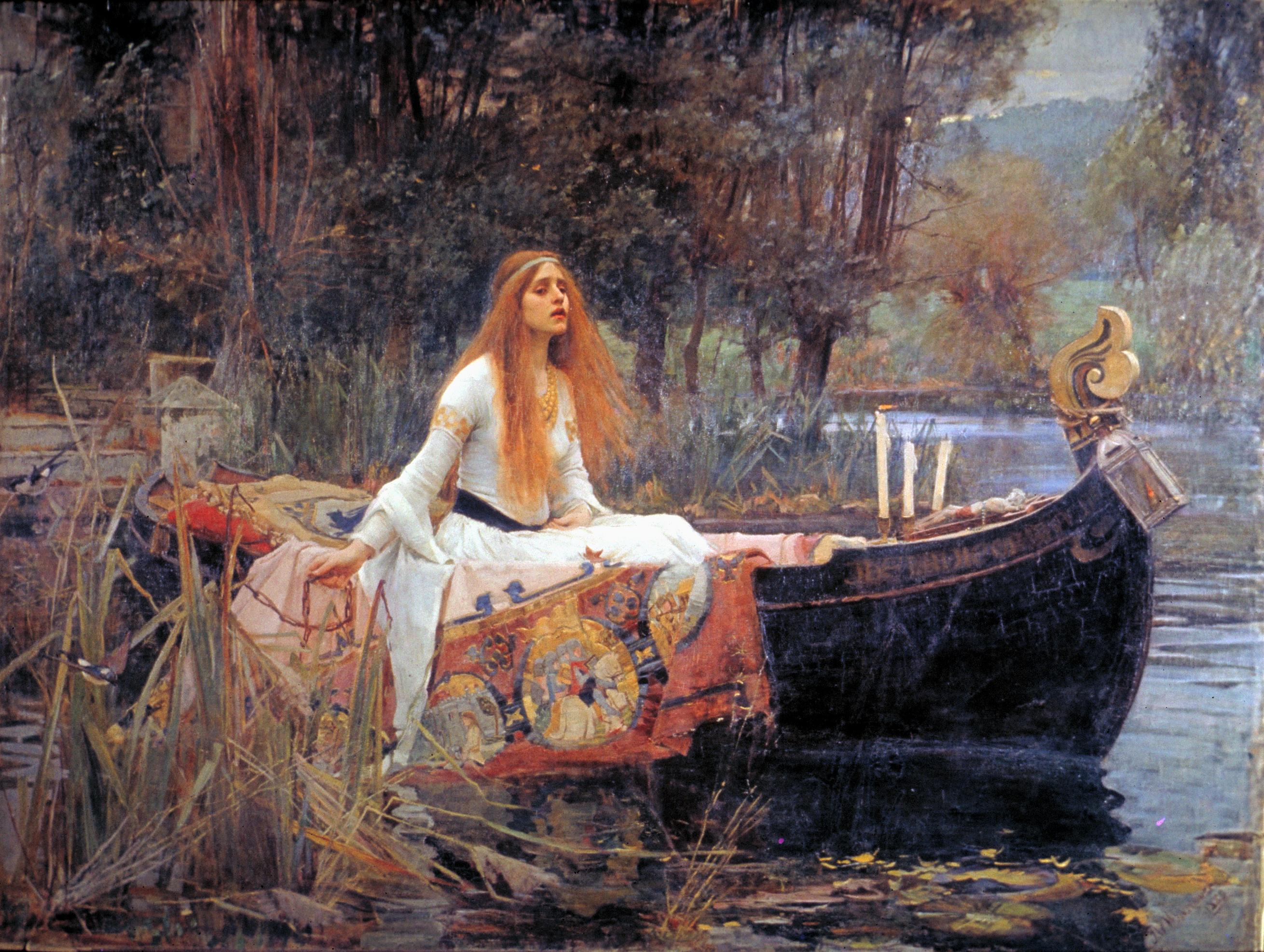
Illustrazione di John William Waterhouse di The Lady of Shalott, che ispira il romanzo

## Genesi
Agatha Christie si ispirò a un doloroso episodio accaduto anni prima all'attrice statunitense Gene Tierney: la donna contrasse la rosolia durante la gravidanza in un'esibizione alla Hollywood Canteen e partorì il 15 ottobre 1943 una figlia prematura e menomata, Antoinette Daria Cassini (1943-2010). I problemi mentali della bambina e l'intenso stress emotivo in famiglia portarono, dopo la nascita di una seconda figlia, al divorzio della diva dal marito Oleg Cassini; in seguito le fu dignosticato il disturbo bipolare. Gli avvenimenti che portarono la Tierney a scoprire in quali circostanze venne contagiata della malattia furono gli stessi descritti dalla Christie nel personaggio di Marina Gregg, a parte il finale. Il cognome Gregg è lo stesso del medico australiano che per primo scoprì e studiò la rosolia, Norman McAlister Gregg (1892-1966).

## Introduzione
Il villaggio di St. Mary Mead è in gran fermento. Marina Gregg, una delle più famose dive di Hollywood, ha deciso di trasferirsi proprio in questa piccola località e per l'occasione ha invitato tutta la cittadinanza  a farle una visita di benvenuto. Durante la festa però un'invitata, la signora Heather Badcock ha un malore e muore dopo avere bevuto dal bicchiere di Marina, gentilmente offertole da lei dopo che la signora Badcock, inciampando, aveva rovesciato il suo cocktail. La polizia intuisce che la vittima doveva essere proprio Marina, Scotland Yard brancola nel buio. Sarà l'arguzia dell'anziana Miss Marple, aiutata dall'impareggiabile Dermot Craddock, a risolvere la vicenda, il cui significato deve essere cercato nel passato.

## Personaggi
- Miss Jane Marple, anziana e perspicace zitella, investigatrice dilettante;
- Marina Gregg, famosa attrice statunitense;
- Jason Rudd, marito di Marina;
- Heather Badcock, segretaria dell'Associazione di St. John;
- Arthur Badcock, marito di Heather;
- Dolly Bantry, amica di Jane Marple;
- Miss Knight, governate di Miss Marple;
- Cherry Baker, domestica di Miss Marple;
- Hailey Preston, segretario di Jason Rudd;
- Ella Zielinsky, segretaria di Marina Gregg;
- Giuseppe, maggiordomo;
- Gladys Dixon, sarta;
- Margot Bence, fotografa londinese;
- Lola Brewster, attrice ed ex-moglie di uno dei mariti di Miss Gregg;
- Ardwyck Fenn, produttore cinematografico;
- Donald McNeil, cronista;
- Frank Cornish, ispettore di polizia;
- Tom Tiddler, sergente;
- Dermot Craddock, ispettore capo di Scotland Yard.

Nel romanzo ritornano i personaggi dell'ispettore Craddock, già apparso in Un delitto avrà luogo e in Istantanea di un delitto, e di Dolly Bantry, tra i protagonisti di C'è un cadavere in biblioteca e Miss Marple e i tredici problemi.

## Trasposizione filmica
Dal libro fu tratto nel 1980 il film Assassinio allo specchio (The mirror crack'd) del regista Guy Hamilton con Angela Lansbury nel ruolo di Miss Marple, Liz Taylor in quello di Marina Gregg, Geraldine Chaplin, Rock Hudson, Tony Curtis e Kim Novak.
Tale film non va confuso con l'omonimo film Assassinio allo specchio (Murder with mirrors) del 1985 di Dick Lowry con Helen Hayes, Bette Davis, John Mills, Leo McKern, sempre della serie di Miss Marple, tratto dal romanzo di Agatha Christie Miss Marple: giochi di prestigio (They did it with mirrors, conosciuto negli Usa come Murder with mirrors).
Dal romanzo sono stati tratti anche due film televisivi: Assassinio allo specchio  (The Mirror Crack'd from side to side) del 1992 di Norman Stone con Joan Hickson nella parte di Miss Marple e Claire Bloom in quella di Marina Gregg; Assassinio allo specchio (The Mirror Crack'd from Side to Side) del 2010 di Tom Shankland con Julia McKenzie nella parte di Miss Marple e Lindsay Duncan in quella di Marina Gregg.

## Curiosità
- Nel capitolo 3 c'è una citazione relativa a Sherlock Holmes.
- Nel capitolo 4 si dice che la cuoca di casa Gregg è italiana.
- Nel capitolo 5 c'è una citazione di un altro romanzo di Agatha Christie dal titolo "C'è un cadavere in biblioteca".
- Nel capitolo 12 c'è un riferimento al D.D.T.

## Edizioni italiane
- Silenzio: si uccide, traduzione di Lidia Ballanti, Collana Il Giallo Mondadori n.759, Milano, Mondadori, 1963. in Miss Marple: indagare è il mio peccato (contiene: Un delitto avrà luogo, Giochi di prestigio, Istantanea di un delitto, Silenzio: si uccide, Un'idea geniale, La dama di compagnia), a cura di Alberto Tedeschi, Collana Omnibus gialli, Mondadori, 1972.
- Assassinio allo specchio, traduzione di Lidia Ballanti, Prefazione di Stefano Benvenuti, Collana Oscar Gialli n.1459, Milano, Mondadori, 1982.
- Assassinio allo specchio, traduzione di Federico Biolchi, Collana Oscar Moderni. Cult, Milano, Mondadori, 2024, ISBN 978-88-047-8353-4.